# 金沢工業大学工学部
金沢工業大学工学部（かなざわこうぎょうだいがくこうがくぶ）は、金沢工業大学に設置されている工学部。

## 概要
金沢工業大学工学部は、1965年4月に開学し、機械工学科と電気工学科の2学科でスタートした。その後、新しい学科を増やしていき、現在は、機械工学科、航空システム工学科、ロボティクス学科、電気電子工学科、情報工学科、環境土木工学科の6学科で構成される、

## 沿革
1965年
- 4月1日：金沢工業大学の開学、工学部（機械工学科、電気工学科）設置。

1966年 
- 4月1日：工学部に経営工学科設置。

1967年
- 4月1日：工学部に土木工学科設置。

1970年 
- 4月1日：工学部に建築学科、電子工学科、情報処理工学科設置。

1971年
- 4月1日：情報処理研究所および教育工学研究所を設置。

- 11月5日：建築、情報処理、電子工学科実験棟完成。

1973年
- 4月1日：金沢工大館完成（第14号館）。

- 6月2日：金沢工業大学湊谷柔道場完成。

1978年 
- 4月1日：大学院工学研究科修士課程開設。機械工学専攻、土木工学専攻、情報工学専攻を設置。

1980年 
- 4月1日：大学院工学研究科博士課程開設。機械工学専攻、土木工学専攻、情報工学専攻を設置。大学院工学研究科修士課程に建築学専攻、電気電子工学専攻を設置。

1982年
- 4月1日：大学院工学研究科修士課程に経営工学専攻設置。大学院工学研究科博士課程に電気電子工学専攻設置。

1986年 
- 4月1日：工学部に機械システム工学科設置。

1987年
- 4月1日：工学部の情報処理工学科を情報工学科に改称。

1990年 
- 4月1日：大学院博士課程工学研究科にシステム設計工学専攻、材料設計工学専攻増設。

1995年 
- 4月1日：工学部に物質応用工学科、人間情報工学科、環境システム工学科設置。人材教育センター（のちの自己開発センター）、日本学研究所、工学設計教育センター開設。教育改革実施（工学設計教育導入・3学期制導入・専門コアカリキュラム導入）。

2000年 
- 4月1日：工学部に先端材料工学科、居住環境学科設置。工学部の物質応用工学科、経営工学科をそれぞれ物質システム工学科、経営情報工学科に改称。工学基礎教育センター（後の数理工学教育研究センター）開設。

2003年 
- 4月1日：大学院工学研究科博士課程に建築学専攻設置。大学院工学研究科の土木工学専攻を環境土木工学専攻に改称。

2004年 
- 4月1日：工学部を機械工学科、情報工学科、ロボティクス学科、航空システム工学科、電気電子工学科、 情報通信工学科の6学科に改組。東京虎ノ門キャンパスを開設し、大学院工学研究科知的創造システム専攻修士課程）を設置。

2007年
- 3月1日：感動デザイン工学研究所開設。

- 4月1日：東京虎ノ門キャンパスに大学院工学研究科高信頼ものづくり専攻修士課程（1年制）設置。

2009年 
- 4月1日：大学院工学研究科の経営工学専攻をビジネスアーキテクト専攻に改称。東京虎ノ門キャンパスの工学研究科修士課程にビジネスアーキテクト専攻（1年制）を設置。

2012年 
- 4月1日：工学部の情報通信工学科を電子情報通信工学科に改組、情報工学科を設置（情報学部から移籍）。

## 組織
工学部
- 機械工学科
- 航空システム工学科
- ロボティクス学科
- 電気電子工学科
- 情報工学科
- 環境土木工学科

## 学部長
- 高野則之

## 関連組織
- 光電相互交換デバイスシステム研究開発センター
- 光電磁場科学応用研究所
- 通信技術研究所
- 夢工房

## 交通アクセス
扇が丘キャンパス
所在地：石川県野々市市扇が丘７－１
- 北陸鉄道石川線「野々市工大前駅」から徒歩10分。または金沢駅から北鉄バス「金沢工業大学」下車。